# Васильчиков, Виктор Иларионович
Граф (с 6 декабря 1831), князь (с 1 января 1839) Ви́ктор Иларио́нович (Илларионович) Васи́льчиков (2 [14] мая 1820, Санкт-Петербург — 5 [17] октября 1878, Санкт-Петербург) — русский военный деятель, генерал-адъютант (14.09.1855), генерал-лейтенант (06.12.1857). Участник Венгерского похода 1849 года и герой обороны Севастополя.

## Биография
Сын героя Наполеоновских войн князя Илариона Васильевича; родился в Санкт-Петербурге 2 (14) мая 1820 года и был крещён в 20 мая в Симеоновской церкви при восприемстве бабушки Е. А. Пашковой и дяди И. В. Пашкова.
По окончании Пажеского корпуса 8 августа 1839 года был определён на службу корнетом в лейб-гвардии Конный полк.
В 1842 году он был прикомандирован к Отдельному Кавказскому корпусу, где исполнял обязанности адъютанта генерала П. Х. Граббе, и в течение года принимал участие в ряде экспедиций против горцев, выказав себя отважным офицером.
Пожалованный 16 января 1844 года, по возвращении с Кавказа флигель-адъютантом к Его Императорскому Величеству, сопровождал императора в мае того же года в поездке в Берлин, Гаагу и Лондон. В 1844—1845 годах направлялся в различные губернии для наблюдения за рекрутскими наборами. В 1845 году состоял в свите Николая I в поездке по итальянским государствам.

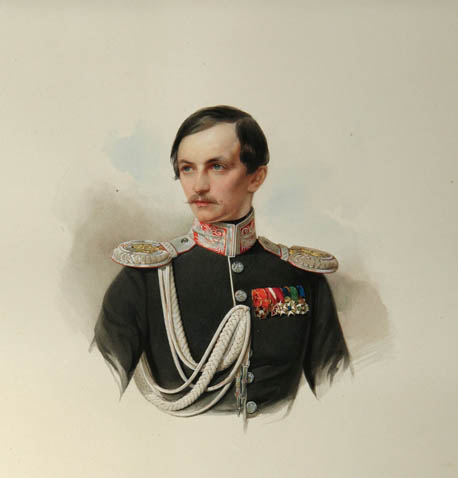
В. И. Васильчиков (1846/49)

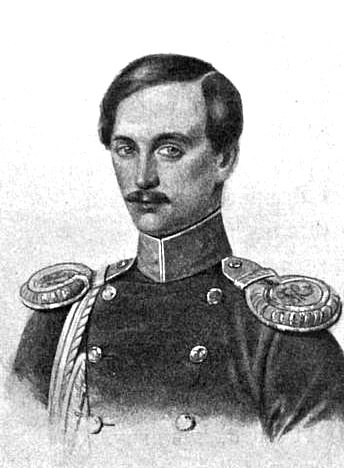
Флигель-адъютант В. И. Васильчиков

20 июня 1849 года направлен в действующую армию, где состоял при генерал-фельдмаршале светлейшем князе И. Ф. Паскевиче в походе против венгров. 13 июля того же года был послан с депешами к Николаю I, затем командирован в драгунский корпус, с которым участвовал в боевых действиях. 7 августа 1849 года произведён в полковники. За боевые отличия был награждён орденом Святого Владимира 4-й степени с бантом.
В 1850—1852 годах совершал инспекционные поездки по Европейской части России и Сибири.

### Крымская война
В июне 1853 года, при начале осложнений с Турцией, Васильчиков был послан императором Николаем I в Бухарест к командующему Южной армией князю М. Д. Горчакову для передачи ему личных взглядов государя на политическое положение и проведения их на месте путём соответствующих им распоряжений главнокомандующего. По очищении нами Дунайских княжеств Васильчиков вместе с 12-й пехотной дивизией прибыл в Крым и в ноябре 1854 года, по настоянию великих князей Николая и Михаила Николаевичей, лично убедившихся в неурядице и отсутствии всяких распоряжений по гарнизону Севастополя со стороны начальника штаба генерал-лейтенанта Ф. Ф. Моллера и помощника его, полковника Попова, Васильчиков был назначен исполняющим дела начальника штаба севастопольского гарнизона.
Васильчиков принял это назначение при самых тяжёлых условиях: главнокомандующий светлейший князь А. С. Меншиков неоднократно выказывал ему своё нерасположение, в осаждённом городе не было единоначалия, начальники отдельных частей обороны действовали вполне самостоятельно и были скорее во враждебных друг к другу отношениях. Васильчиков, по словам генерал-адъютанта А. П. Хрущёва, «имел много прекрасных качеств и принял возложенную на него обязанность с душевным желанием пользы и добра. Ему недоставало только опытности и твердости характера». Тем не менее он успешно справился с делом и прежде всего обратил внимание на состояние перевязочных пунктов и облегчение участи раненых. Для этого он обратился с горячим воззванием к частной благотворительности и сумел привлечь к ней жителей Севастополя. Быстро явились постели, бельё, бинты, корпия, посуда и частные и общественные дома под лазареты; выпущенные арестанты составили отличную и самоотверженную прислугу, женщины стали сёстрами милосердия; продовольствие улучшилось благодаря пожертвованиям торговцев. Затем он урегулировал наряд войск на дневные и ночные работы. Наконец, он принял все меры к тому, чтобы сократить напрасную трату снарядов и пороха (до 50 тысяч пудов в месяц), грозившую оставить осаждённый город без боевых припасов, и вообще согласовать удовлетворение насущных интересов двух враждовавших в нём ведомств, морского и сухопутного.
Вниманием к нуждам гарнизона и госпиталей Васильчиков снискал себе большую популярность в войсках. Его деятельность казалась настолько необходимой, что однажды адмирал Нахимов, на предупреждение о грозившей ему опасности, сказал:

Не то вы говорите-съ, убьютъ-съ меня, убьютъ-съ васъ, это ничего-съ, а вотъ если израсходуютъ князя Васильчикова — это бѣда-съ: безъ него не сдобровать Севастополю.
Особую же распорядительность проявил Васильчиков в организации перехода гарнизона в одну ночь на Северную сторону, приняв на себя всю ответственность за эту трудную и рискованную операцию, так как князь М. Д. Горчаков не пожелал подписать диспозицию для очищения Севастополя и предложил сделать это Васильчикову. Виктор Илларионович последним перешёл мост на северную сторону из горящего под огненным дождём города.
Был награждён орденом Святого Георгия 3-й степени (15 июня 1855 года, № 491 по кавалерским спискам): «во все продолжение геройской защиты Севастополя отличался неусыпными трудами и при отражении штурма, произведённого 6 июня на левый фланг нашей оборонительной линии, оказал блистательную храбрость и примерное мужество». Также имел орден Святого Владимира 3-й степени, золотой палаш с надписью «За храбрость». 10 апреля 1855 года пожалован чином генерал-майора с назначением в Свиту Его Императорского Величества, а затем, 14 сентября 1855 года, и званием генерал-адъютанта.

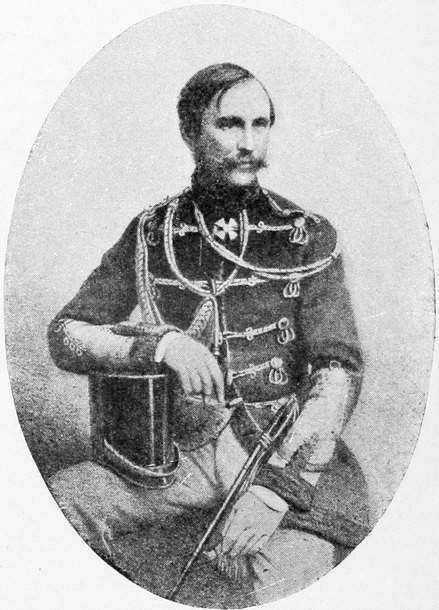
Портрет В. И. Васильчикова

27 декабря 1855 года Васильчиков был назначен начальником штаба Южной армии и затем председателем комиссии для раскрытия злоупотреблений по интендантству Южной и Крымской армий. Будучи членом комиссии по улучшению военной части, представил записку о состоянии русской кавалерии, результатом которой стала идея создания Кавалерийской академии.
Назначенный 17 апреля 1857 года директором канцелярии Военного министерства и произведённый 6 декабря того же года в генерал-лейтенанты, Васильчиков через год занял пост товарища военного министра. В мае 1858 года стал управляющим Военным министерством. Состоя в этой должности, обратил внимание на чудовищные злоупотребления винных откупщиков, беспощадно грабивших население. Для начала он просил императора Александра II ввести свободную торговлю вином в Войске Донском. Для этого пришлось преодолеть значительное сопротивление влиятельных лиц, наживавшихся на винном откупе, а также противодействие министерства финансов. Тогда же император Александр II принял решение об отмене откупной системы по всей России. Кипучая деятельность расстроила здоровье князя, и в 1861 году он был уволен по болезни в бессрочный отпуск за границу, откуда следил за проведением реформы. В 1863 году откупная система была отменена. Продолжительное лечение не принесло ему пользы, и 16 июля 1867 года он подал прошение об отказе от службы и решил посвятить себя сельскому хозяйству в своём имении Трубетчино Лебедянского уезда Тамбовской губернии.
Достиг больших успехов в сельском хозяйстве и приобрёл репутацию знатока в этой области, так, что к нему за советом обращались как частные лица, так и государственные чиновники. Печатал статьи и брошюры по сельскохозяйственным вопросам, в числе которых: «Несколько слов о вольнонаемном труде» (Москва, 1869); «Не угодно ли Вам?» (Москва, 1870). Идеи Васильчикова были востребованы и после его смерти (см. письмо Мнение о сбережении лесов в России (Русская старина. — Т. XLVII. — 1885. — Вып. 7. — С. 181—183).
Виктор Илларионович Васильчиков умер 5 (17) октября 1878 года. За год до смерти Васильчиков составил записку «О том, почему русское оружие постоянно терпело неудачи и на Дунае и в Крыму в 1853—1855 гг.» («Русский архив», 1891 г.). Причины их Васильчиков усматривает, главным образом, в дурной стратегической подготовке военных действий и эпиграфом записки ставит «аксиому»: «Победа неизменно дается тому, кто в назначенный день умеет сосредоточить наиболее сил на предусмотренном театре действий».

## Награды
Российские:
- Орден Святой Анны 3-й степени с бантом (04.05.1843)
- Орден Святого Владимира 4-й степени с бантом (10.09.1849)
- Орден Святого Владимира 3-й степени (1854)
- Золотой палаш «За храбрость» (1854)
- Орден Святого Георгия 3-й степени (15.06.1855)
- Орден Святого Станислава 1-й степени (1856)
- Орден Святой Анны 1-й степени с мечами (1857)
- Знак отличия беспорочной службы за XV лет (1859)
- Медаль «За защиту Севастополя»
- Медаль «В память войны 1853—1856»

Иностранные:
- Нидерландский орден Льва 4-й степени (1844)
- Сардинский орден Святых Маврикия и Лазаря 3-й степени (1845)
- Сицилийский орден Святого Фердинанда за Заслуги 3-й степени (1845)
- Австрийский орден Леопольда 3-й степени (1845)
- Австрийский орден Железной короны 2-й степени (1849)
- Вюртембергский орден Короны 2-й степени (1849)
- Саксен-Альтенбургский орден Саксен-Эрнестинского дома, большой крест (1850)